# بن بوييري لوطا (ميضاا العليا)
بن بوييري لوطا هو دُوَّار يقع بجماعة إفرني، إقليم الدريوش، جهة الشرق في المملكة المغربية. ينتمي الدوّار لمشيخة ميضاا العليا التي تضم 13 دوار. يقدر عدد سكانه بـ 734 نسمة حسب الإحصاء الرسمي للسكان والسكنى لسنة 2004.

## روابط خارجية
- البوابة الوطنية للجماعات الترابية نسخة محفوظة 12 مارس 2018 على موقع واي باك مشين.
- المندوبية السامية للتخطيط